# Harabi
Les Harabi étaient une tribu d'arabes bédouins de l'eyalet de Tripoli installée dans le nord-ouest du Barcah.

## Description
Ensemble puissant de clans de l'Est libyen, tributaires de l'Empire Ottoman, ils étaient réputés féroces et étaient en guerre perpétuelle avec leurs voisins, en particulier les Fezzans.
Ils ont eu pratiquement l'hégémonie du pouvoir dans la région cyrénaïque mais leur influence a décliné sous Kadhafi.